# مایکل وودرافت
مایکل وودرافت (انگلیسی: Michael Woodruff; ۳ آوریل ۱۹۱۱ – ۱۰ مارس ۲۰۰۱) دانشمند در زمینه پیوند اندام اهل بریتانیا بود.
وی همچنین برندهٔ جوایزی همچون همکار انجمن سلطنتی شده‌است.